# Anne-Marie Edéus
Anne-Marie Edéus, född 9 juli 1921 i Stockholm, död 12 september 2013, var en svensk översättare, länge bosatt i Sigtuna. Hon översatte från engelska och franska, "ofta verk av psykologisk o religions-filosofisk art" (Litteraturlexikon (1974), s. 62). Totalt blev det drygt 30 översatta böcker mellan 1955 och 1990. Bland de författare hon översatte märks Patrick Modiano och Marguerite Yourcenar.
Hon skrev också, tillsammans med Agnete Hjorth en stadsmonografi, Sigtunabilder: hus och människor i gamla Sigtuna (Carlsson, 1995; ny, rev. utg. 2006). Edéus är begravd på Vilske-Kleva kyrkogård.

## Översättningar (urval)
- Louise de Vilmorin: Den ljuva kärleken (Les belles amours) (Wahlström & Widstrand, 1955)
- Laurie Lee: Stulen sommar: resor i Andalusien (A rose for winter) (Wahlström & Widstrand, 1956)
- Aldous Huxley: Himmel och helvete (Heaven and hell) (Wahlström & Widstrand, 1957)
- Henri Queffélec: Ett kungarike under havet (Un royaume sous la mer) (Wahlström & Widstrand, 1959)
- William Hamilton Canaway: Sammy går söderut (Sammy going south) (Wahlström & Widstrand, 1962)
- Robert Aron: De dunkla åren i Jesus liv (Les années obscures de Jésus) (Natur och kultur, 1964)
- Patricia Highsmith: Skuggan av ett ansikte (The two faces of January) (Wahlström & Widstrand, 1965)
- Roger av Taizé: Uppbrott: mot en ny ekumenik (Dynamique du provisoire) (SKD, 1967)
- Pierre Montet: Dagligt liv i det gamla Egypten (Prisma, 1969)
- Jean Paillard: Detta lever jag för (Dieu est inutile) (Natur och kultur, 1971)
- Simone de Beauvoir: De bästa åren (La force de l'âge) (AWE/Geber, 1984)
- Thierry Breton och Denis Beneich: Softwar: datorernas krig (Softwar) (Prisma, 1985)
- Deirdre Madden: Fågelrop (The birds of the innocent wood) (Fischer, 1990)